# Jupiaba apenima
Jupiaba apenima är en fiskart som beskrevs av Zanata, 1997. Jupiaba apenima ingår i släktet Jupiaba och familjen Characidae. Inga underarter finns listade i Catalogue of Life.